# 卫星的命名
自1973年以來，為衛星命名成為國際天文學聯合會的行星系統命名委員會的責任。這個委員會現在稱為行星系統命名工作組（WGPSN，Working Group for Planetary System Nomenclature）。
在命名法則成立之前，衛星的命名有各自不同的歷史。通常是由衛星的發現者為它選擇與決定名字；然而，在歷史上有許多衛星在發現許多年後依然沒有名字。例如，惠更斯在1655年就發現泰坦，但直到兩個世紀以後的1847年才有了名字。
在國際天文學聯合會承擔天體命名的責任之前，只有25顆衛星被賦予目前仍在廣泛使用的名字。此後，已經為129顆衛星命名：47顆木星的衛星、43顆土星的衛星、22顆天王星的衛星、11顆海王星的衛星、5顆冥王星的衛星、1顆鬩神星的衛星、和2顆妊神星的衛星。隨著被發現紀錄在案的衛星數量增加、新衛星的發現，這個數值將會繼續上升。
在2004年7月的國際天文學聯合會的大會上，WGPSN明智的建議不為太小的小衛星命名，因為CCD的技術使得不到1公里直徑的小衛星也能被發現。但直到2013年，不論大小，所有被發現的衛星仍然都有名字。在此之後，除了木衛五十三和木衛六十二，就再沒有尚未編號的行星衛星得到名字。

## 為太陽系天體衛星命名

### 地球
人類的每一種語言都有專屬的名詞來稱呼地球的衛星，月球，在天文學中通常也會使用這個名詞。然而，在天文學的詞彙中也會使用一些虛構的或神話中的月球名稱（在天文之外的詞彙中使用的同義詞數量更為龐大）。在17世紀，月球有時被稱為普洛塞庇娜（Proserpina）。最近，特別是在虛構的科幻語彙中，最常用拉丁文的luna稱呼月球，或是形容詞的lunar稱呼月球；這可能是受到行星名稱拉丁化類比的結果。在專業的術語中，seleno-（源自希臘的月球：selēnē）和cynthi-（源自Cynthia，希臘的月球女神阿耳忒彌斯）有時也用來稱呼月球，例如selenography（月面學）、selenology（月球學）、和pericynthion（近月點）。

### 火星
火星的衛星（福波斯和得摩斯）是阿薩夫·霍爾在1877年發現，並且不久之後就命名了。1878年，霍爾採納了亨利·喬治·馬丹的建議，以戰神（希臘神話的Ares，等同於羅馬神話的Mars）的兩個兒子恐怖（Phobos）和戰慄（Deimos）命名這兩顆衛星。

### 木星
木星的伽利略衛星（埃歐、歐羅巴、加利美德、卡利斯多）在1610年發現之後不久，就被西門·馬里烏斯命名。然而，到了19世紀後期，這些名字不再受到青睞，有很長的一段時間，在天文學的文獻中最常見到的名稱是木衛一、木衛二等等；或是木星的第一顆衛星、木星的第二顆衛星之類的稱謂。
在20世紀的頭10年，埃歐、歐羅巴、加利美德、卡利斯多再度恢復了知名度，但後來發現的衛星，從木衛五到木衛十二，都只有數字的編號，並且通常是以羅馬數字呈現，並且沒有名稱source is from 1939, predates XII discovery, and states the opposite: names for the Galilean moons were NOT in common use。但非官方的名字收到民眾的歡迎，1892年發現的木衛五被稱為Amalthea（阿瑪爾忒婭），是法國天文學家卡米伊·弗拉馬利翁第一個使用這個名字。
其它的不規則衛星（在1904年至1951年間發現）的，絕大多數都只在天文文獻中提到，也沒有留下名稱。直到1955年布萊恩·馬斯登建議命名這些衛星時，它們的名字才被提出。在1955年的這些名字雖然在一些領域（像是科幻和大眾科學的文章）很快就被接受；但直到1970年代，這些名稱依然很少出現在天文學的領域中。
在1955年至1975年間，另外還有兩套衛星命名的建議分別由蘇聯天文學家E. I. Nesterovich （在1962年）和Yu. A. Karpenko（在1973年）提出。但是這些都沒有得到各界熱情的回應。
在1975年，繼查爾斯·科瓦爾在1974年發現木衛十三之後，國際天文學聯合會的外太陽系命名任務組為木衛五到木衛十三這些衛星取名字，並為未來發現的衛星建立一個正式命名的程序。在新的程序中，木卫五仍然被稱為阿瑪爾忒婭，木衛十三依據科瓦爾的建議命名為Leda（勒達），而依據德國語言學家布隆克的建議，衛配合新的命名規則，從木衛六到木衛十二這七顆原有的名字都被放棄，而順行衛星的名字都以字母"a"結尾，逆行衛星的名字都以字母"e"結尾。
這些新名字在一些地方遭到很大的抗議。科瓦爾雖然建議了木衛十三的名字，但認為木星的不規則衛星不應該命名。卡爾·薩根注意到這些選出來的名字都非常晦澀 （一個事實是任務組的主席托拜厄斯·歐文也認同薩根的回應），並且在1976年提出自己的命名；其中保留了一些1955年提案中的名稱。Karpenko在他1981年的《星空知名》這本書中也注意到了同樣的情況，並指出為逆行衛星選出的名字應該以"e"做為結尾，但這樣的結果似乎並不常見。
這些提案概述如下表（除非另有說明，資料都來自"伊卡洛斯"）：
| 序號     | 1955提議 布萊恩·馬斯登 | 1962提議 E. I. Nesterovich | 1973提議 Yu. A. Karpenko | 1975提議 IAU委員會 | 1976提議 卡爾·薩根 |
| -------- | ---------------------- | -------------------------- | ------------------------ | ------------------ | ------------------ |
| 木卫六   | Hestia                 | Atlas                      | Adrastea                 | Himalia            | Maia               |
| 木卫七   | Hera                   | Hercules                   | Danae                    | Elara              | Hera               |
| 木卫八   | Poseidon               | Persephone                 | Helen                    | Pasiphae           | Alcmene            |
| 木卫九   | Hades                  | Cerberus                   | Ida                      | Sinope             | Leto               |
| 木卫十   | Demeter                | Prometheus                 | Latona                   | Lysithea           | Demeter            |
| 木卫十一 | Pan                    | Dedalus                    | Leda                     | Carme              | Semele             |
| 木卫十二 | Adrastea               | Hephaestus                 | Semele                   | Ananke             | Danae              |

目前的做法是，新發現的木星衛星必須以羅馬神話朱庇特（相當於希臘神話的宙斯）的戀人或後代來命名。布隆克的外側衛星命名規劃被保留，但加上順行衛星可以用"o"做為結尾。由於近年來發現了許多木星的新衛星，在2004年7月的IAU會員大會上，WGPSN允許木星的衛星除了用宙斯的戀人和親信的名字之外，也可以用後代的名字。從木衛三十四（Euporie）到木衛五十三（Dia）都用宙斯的女兒命名。從木衛五十一以後，除了木衛五十三和木衛六十二（Valetudo）之外，所有已經擁有永久羅馬數字的衛星都不再命名。

### 土星
- 土星的第七颗卫星是由赫歇爾在1847年命名的。 泰坦是“惠更斯的土星衛星”，土卫七Hyperion不久后在1848年被发现，并被赫歇耳用他自己的命名规则命名。并且这八个土卫用离土星的距离编上罗马数字编号。土卫九Phoebe在1899年发现后就被命名。土衛十的名字是由發現者建議的。

### 天王星
- 1852年四个已知的天卫是由赫歇爾命名的，后两个是在1851年发现的。后来，天卫五在1949年发现不久就被命名。

### 海王星
- 海卫从发现后的几十年都没有名字，尽管1880年曾有人建议用Triton，但是直到20世纪中叶都始终未得到正式承认。在天文界提到它总是用海卫来直接指稱这颗卫星，海卫二Nereid是在1949年发现的，很快就有了名字。

### 冥王星
冥卫一Charon是由发现者建议的名字。